# Новичонок, Артём Олегович
Артём Олегович Новичо́нок (род. 27 марта 1988 года, Кондопога, Карельская АССР) — российский астроном, руководитель лаборатории астрономии Петрозаводского государственного университета, научный сотрудник обсерватории «Ка-Дар». Известен открытием комет P/2011 R3 (Novichonok-Gerke) и C/2012 S1 (ISON).
Лауреат конкурса Северная звезда.

## Биография
Артём Новичонок родился 27 марта 1988 года в городе Кондопога (Карелия).
Учился в школе посёлка Кончезеро. В 2005 году окончил Петрозаводский государственный университет по специальности «биология».
Астрономией увлекался с раннего детства. В 2008 году организовал астрономический клуб «Астерион», а в 2012 году обсерваторию «Астерион», которая стала существовать как официальное подразделение Петрозаводского государственного университета.
В 2009 году начал заниматься поиском малых тел Солнечной системы после появления доступа к удалённым телескопам обсерватории Tzec Maun (США, Австралия). Осенью 2009 года открыл первые астероиды совместно с Дмитрием Честновым. Первая комета — P/2011 R3 (Novichonok-Gerke) была обнаружена 7 сентября 2011 года на удалённом телескопе обсерватории «Ка-Дар», расположенном на Северном Кавказе. Самое известное открытие — комета C/2012 S1 (ISON) была обнаружена во время командировки на Северный Кавказ в сентябре 2012 года.

## Достижения
- Открытие комет P/2011 R3 (Novichonok-Gerke) и C/2012 S1 (ISON), а также нескольких десятков астероидов, среди которых 274981 (2009 TV2) PetrSU и 228165 (2009 SJ170) Мезенцев (Mezentsev)

## Основные проекты
- Астрономический клуб «Астерион» — создан в октябре 2008 года в ПетрГУ как клуб студентов, интересующихся астрономией.
- Астрономическая обсерватория ПетрГУ создана в 2012 году. Является астрономическим научно-образовательным центром.
- Карельская астрономическая экспедиция — массовое образовательное мероприятие, впервые проведённое в 2009 году. С тех пор каждый год проводится в конце лета — начале осени.
- «Астрономическая газета» — бесплатное электронное издание для любителей астрономии. Издаётся с марта 2013 года. Выходит 1 раз в месяц, имеет несколько приложений.
- Газета «Астрономия в Карелии» и астрономический листок «Метеор», оперативно рассказывающий об интересных событиях на небе.